# Rhynchoglossum obliquum
Rhynchoglossum obliquum là một loài thực vật có hoa trong họ Tai voi. Loài này được Blume miêu tả khoa học đầu tiên năm 1826.

## Hình ảnh

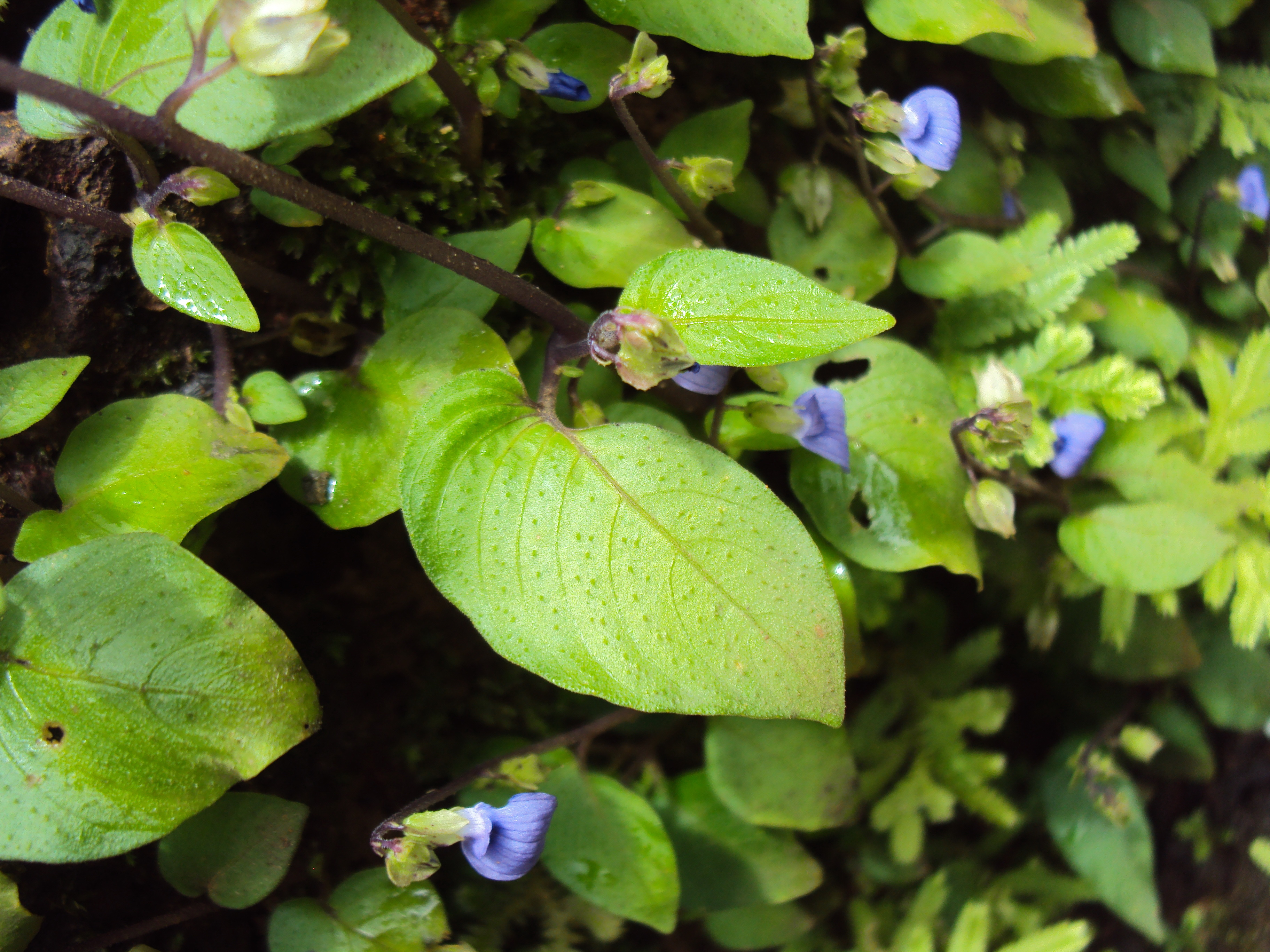
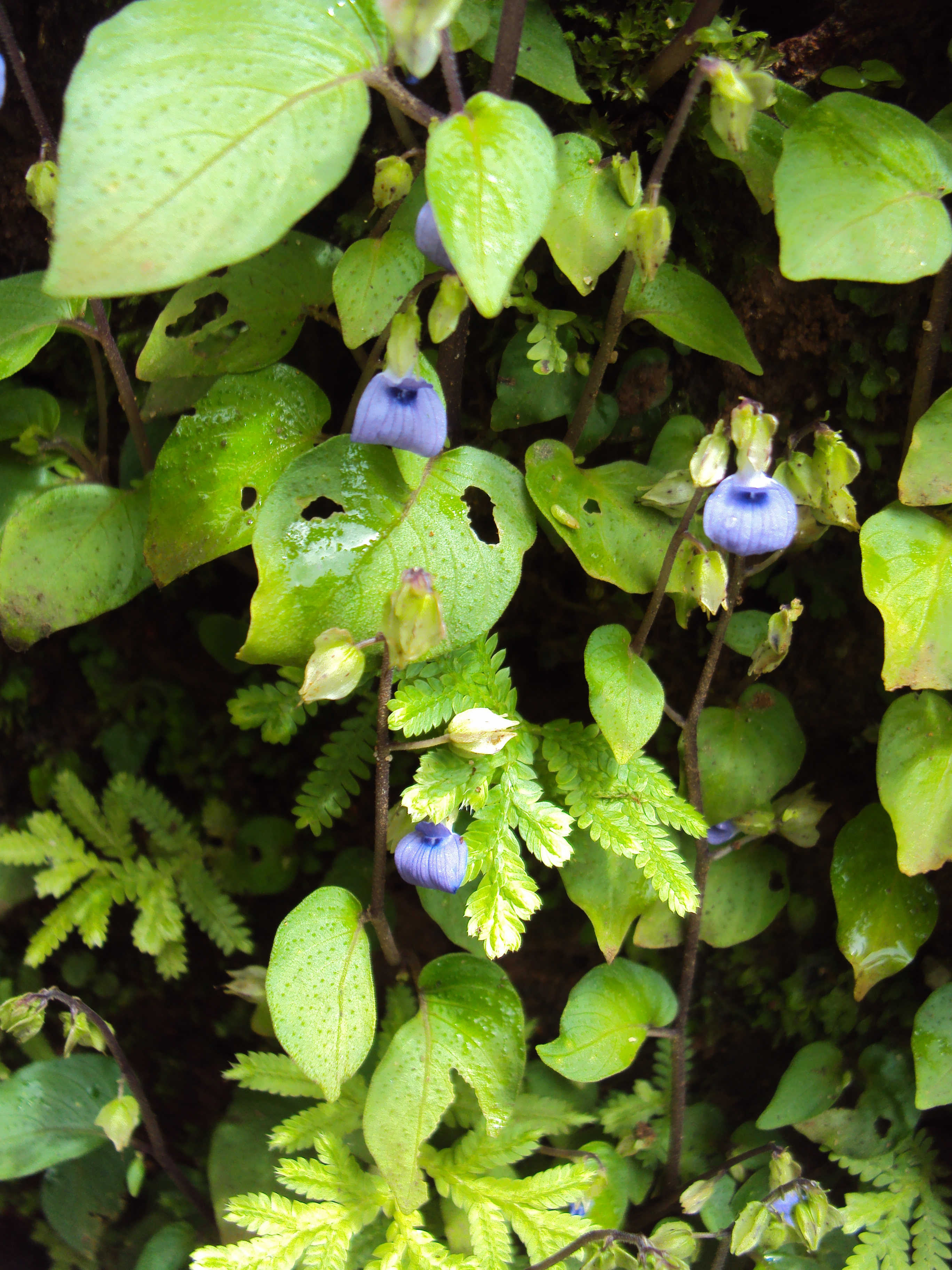
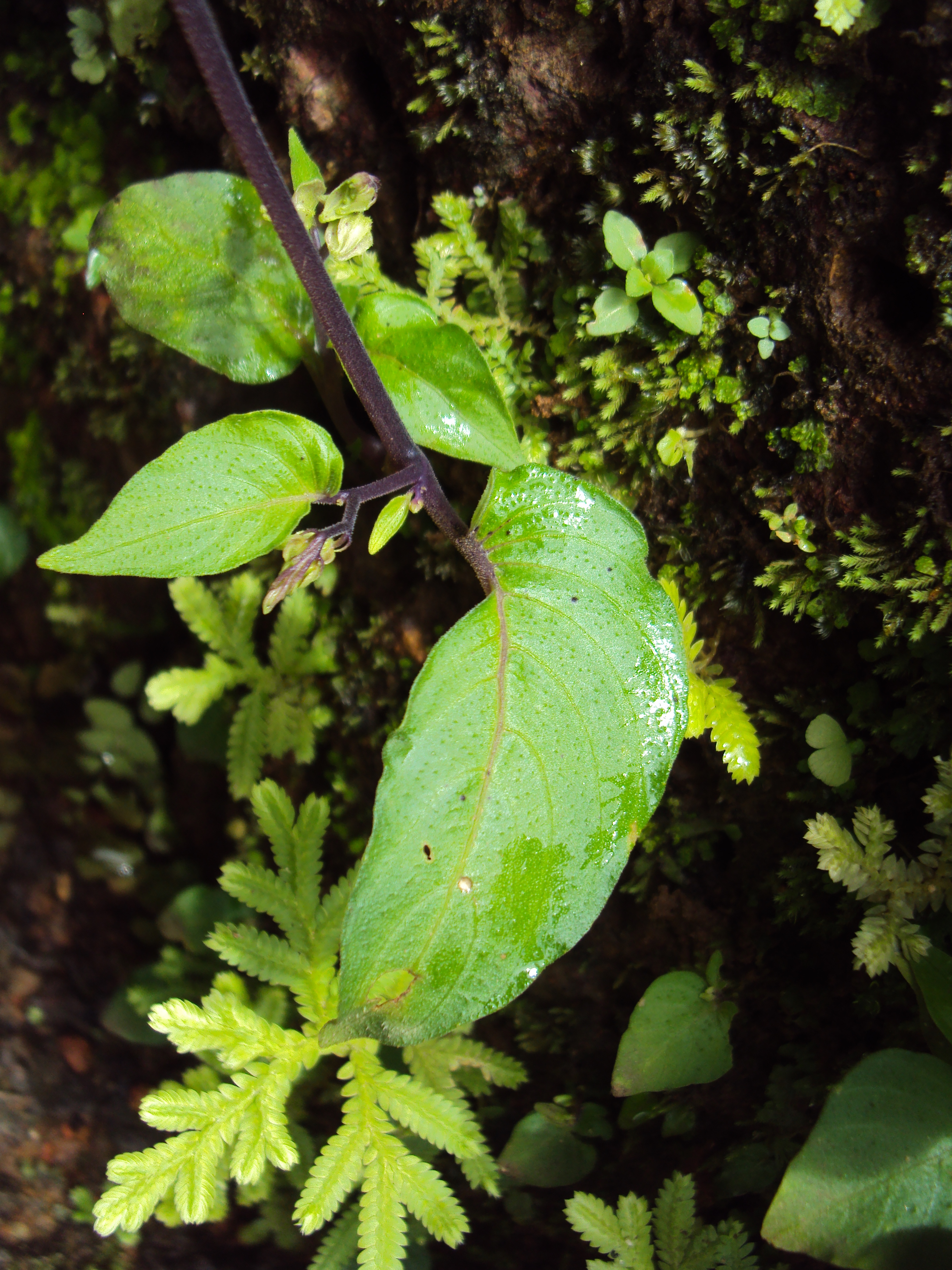
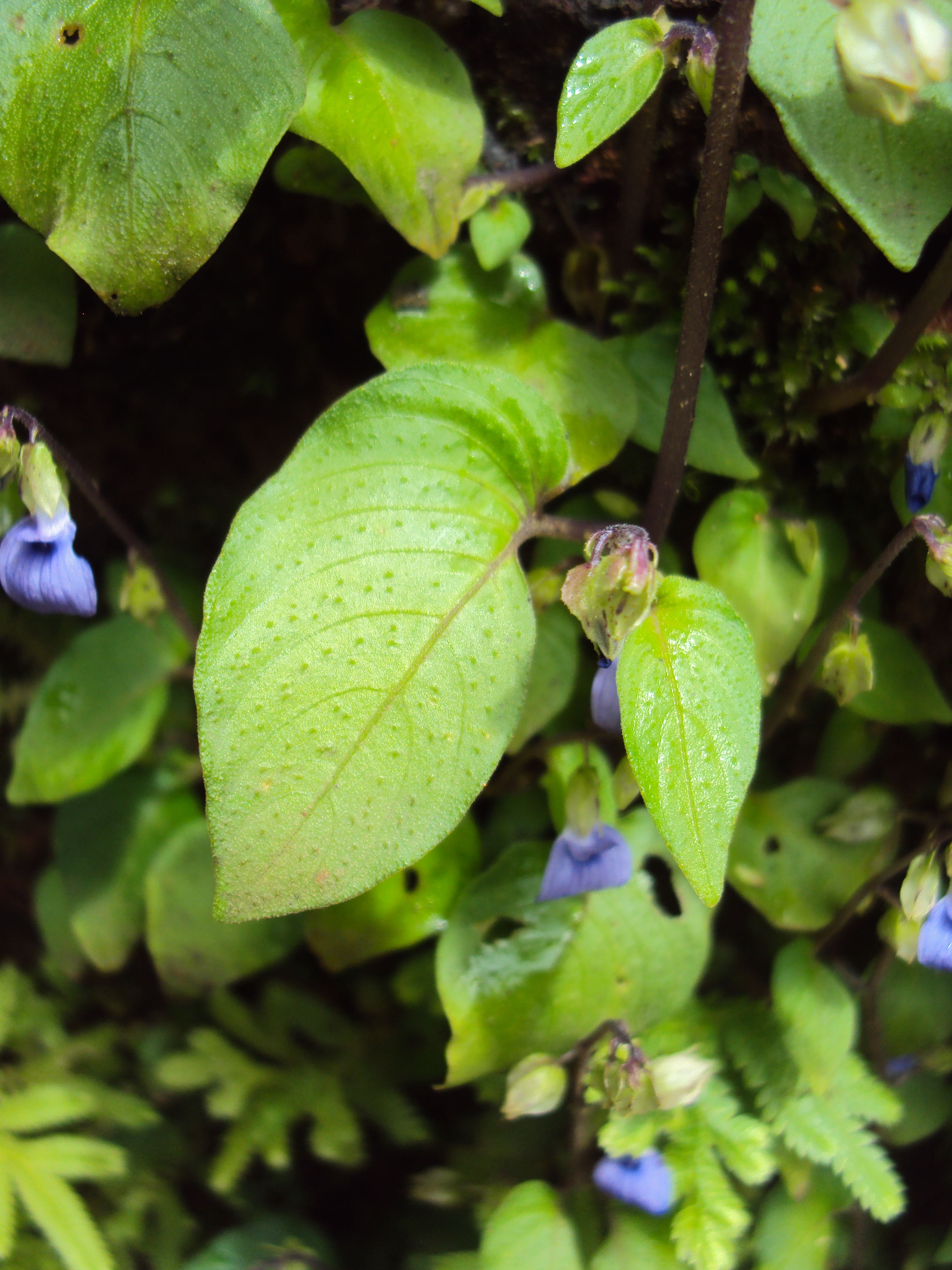